# 1408 هـ
1408 هـ هي سنة في التقويم الهجري امتدت مقابلةً في التقويم الميلادي بين سنتي 1987 و1988.

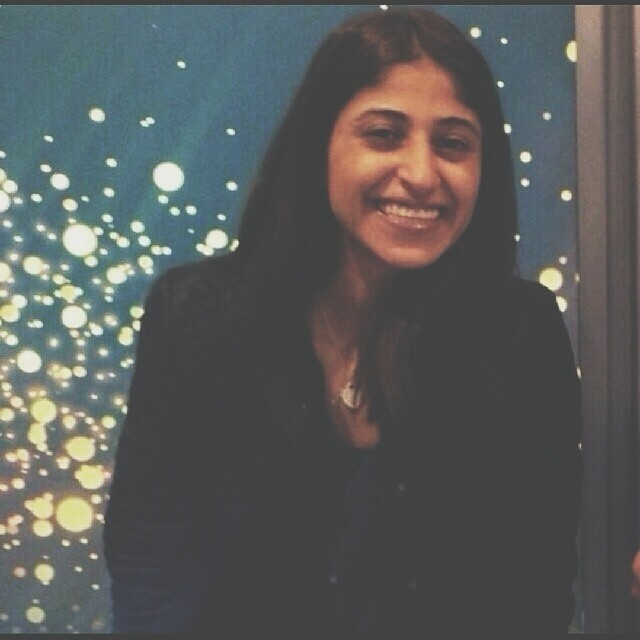
شجون الهاجري

## أحداث
- 1 رمضان - الموافق 17 أبريل 1988، معركة تحرير الفاو، المعركة الفاصلة في الحرب العراقية الإيرانية

## مواليد
- مولد الناشط الاجتماعي حسين عبد الله عاشور حساني من قرية الشهارين بالأحساء الوقعة شرق السعودية
- حمد النقي
- حجاج العجمي
- شادي خفاجة
- شجون الهاجري
- عبد الله عباس
- مسك (ممثلة)
- نيكي ريد
- أحمد سلمان

## وفيات
- إبراهيم أدهم الدمرداش
- إبراهيم بركات الخيرات
- حسين خطاب
- عبد العزيز بن ناصر الرشيد
- عمر رضا كحالة
- محمد بن الصديق الزمزمي
- محمد بن علي السنوسي (شاعر سعودي)
- محمد كامل ليلة
- محمد محمود زيتون
- محمد يحيى ولد الشيخ الحسين
- نظمي لوقا
- نعمة الخاقاني
- جابر رزق الفولي
- حسن بن عبد الله آل الشيخ
- عبد الرحيم صديق
- عبد السلام هارون
- عبد الله ناصح علوان
- 28 ذو الحجة محمد الزمزمي عالم دين مغربي.